# Затолмин
Затолмин (словен. Zatolmin, итал. Sottolmino) је насељено место у општини Толмин, Горишка регија, Словенија.

## Историја
До територијалне реорганизације у Словенији био је у саставу старе општине Толмин.

## Становништво
У попису становништва из 2011. године, Затолмин је имао 344 становника.
| Број становника према пописима | Број становника према пописима | Број становника према пописима |
| ------------------------------ | ------------------------------ | ------------------------------ |
| 1991                           | 2002                           | 2011                           |
| 338                            | 332                            | 344                            |

## Галерија
- реке Толминка и Задлашчица на Толминским коритима
- улаз у стари бункер на Јаворци
- Худичев мост преко реке Толминке
- пут на Толминским коритима
- Толминска корита
- извор Толминке